# Scopula duplinupta
Scopula duplinupta är en fjärilsart som beskrevs av Inoue 1982. Scopula duplinupta ingår i släktet Scopula och familjen mätare. Inga underarter finns listade.